# Douai British Cemetery
Douai British Cemetery is een Britse militaire begraafplaats met gesneuvelden uit de Eerste Wereldoorlog, gelegen in de Franse gemeente Cuincy (Noorderdepartement). De begraafplaats werd ontworpen door Arthur Hutton en ligt 600 m ten oosten van het centrum (Église Saint Martin) en 2.400 m ten noordwesten van het centrum van Douai (Nederlands: Dowaai). 
Het terrein heeft een onregelmatige vorm met een oppervlakte van 718 m² en wordt omgeven door een natuurstenen muur. Het Cross of Sacrifice staat centraal tegen de noordoostelijke muur. In de westelijke hoek van de begraafplaats is een kleine uitsprong waarin de Duitse en Chinese graven liggen. Aan de noordelijke muur staat een schuilhuisje met een zitbank en het register. De begraafplaats wordt onderhouden door de Commonwealth War Graves Commission.
Er worden 248 doden herdacht waaronder 4 niet geïdentificeerde.

## Geschiedenis
Douai werd door Franse troepen en manschappen van de Royal Naval Air Service op 22 september 1914 ingenomen maar door de Duitsers op 1 oktober daaropvolgend heroverd. Ze bleef tot 17 oktober 1918 in vijandelijke handen. De volgende dag richtten de Britten er een Casualty Clearing Station (CCS) in dat tot 25 november 1919 in gebruik bleef.
De begraafplaats werd eind oktober 1918 aangelegd en tot november 1919 gebruikt. Later werden nog doden bijgezet die afkomstig waren uit de omliggende slagvelden en enkele kleinere begraafplaatsen waaronder: Emerchicourt Churchyard in Émerchicourt en Petit-Cuincy German Cemetery in Cuincy.
Er liggen 198 Britten (waaronder 2 niet geïdentificeerde), 33 Canadezen (waaronder 2 niet geïdentificeerde), 4 Zuid-Afrikanen, 3 Chinezen en 6 Duitsers begraven. Voor 1 Brit werd een Special Memorial opgericht omdat hij oorspronkelijke in Raimbeaucourt German Cemetery was begraven maar waar zijn graf niet meer teruggevonden werd.

## Graven

### Onderscheiden militairen
- Wilfred Ormonde Winter, majoor bij de Royal Engineers werd onderscheiden met de Distinguished Service Order (DSO).
- Clifford Angus Mallam, kapitein bij het Royal Berkshire Regiment en D. E. Currie, soldaat bij de Canadian Infantry werden onderscheiden met het Military Cross (MC).
- Artur Bull, sergeant bij de Royal Field Artillery en T. Egdell, onderofficier bij de Royal Naval Volunteer Reserve ontvingen de Distinguished Conduct Medal (DCM).
- William Sandy, korporaal bij het Military Police Corps en Albert Bowron, sergeant bij de Durham Light Infantry werden onderscheiden met de Meritorious Service Medal (MSM). Laatstgenoemde ontving ook de Military Medal (MSM, MM).
- korporaal C. Harris van het Duke of Wellington's (West Riding Regiment) en soldaat J. Campbell van de Canadian Infantry ontvingen de Military Medal (MM).

### Minderjarige militair
- Ernest John Coleman, soldaat bij het Worcestershire Regiment was slechts 17 jaar toen hij op 14 oktober 1918 sneuvelde.

### Alias
- kanonnier W. Grayston diende onder het alias J. Holmes bij de Royal Field Artillery.